# Ederranus discolor
Ederranus discolor är en insektsart som beskrevs 1871 av John Sahlberg. Arten ingår i släktet Ederranus och familjen dvärgstritar. Den förekommer i Skandinavien, Ryssland och Nordamerika.  
I Finland kategoriseras den som akut hotad och i Sverige har den aldrig påträffats. Artens livsmiljö är strandängar vid sötvatten, fuktiga gräsmarker och öppna myrbiotoper. Den är en växtätare och lever av vass Phragmites australis och gräs av släktet Glyceria. Inga underarter finns listade i Catalogue of Life.